# 國民力量
國民力量（韩语：／ Gungminuihim，又譯国民力量党、国民之力）是大韓民國的一個保守主義右翼政黨，由自由韓國黨、新保守黨和向未來前進4.0三個政黨及其他社會團體於2020年2月17日合併而成，最初取名为未來統合黨（韩语：／ Miraetonghapdang）。2020年9月2日，改用現名。以該黨為首的保守陣營，與以共同民主党為首的進步陣營並列為南韓兩大主要政治陣營。目前，该党為大韓民國國會第二大黨，也是大韓民國最大在野黨。

## 党史

### 未来统合党时期（2020年2月-8月）

#### 保守派的分裂与重组
2016年崔順實干政丑闻后，原保守派执政党新国家党发生分裂，親朴派和親李派因此產生大規模分裂以及對立，以刘承旼为代表的部分非朴派退出新国家党，组建正党；亲朴派则改“新国家党”党名为自由韩国党。2017年大韩民国总统选举后，保守派失去政权，正党部分议员选择回归自由韩国党，刘承旼则率剩余议员与安哲秀为首的中间派国民之党合并，组建正未来党。2018年地方选举中，保守派再度惨败，自由韩国党发生党务改组，由前韩国国务总理、代总统黄教安当选党首；正未来党陷入不断内斗之中，刘承旼等原正党成员退出正未来党，组建新保守党；正未来党籍国会议员李彥周也宣布退党，建立保守政党向未来前进4.0。为应对2020年国会选举，自由韩国党、新保守党和向未来前进4.0三党决定与其他保守市民团体统合，成立未来统合党。首任代表為黃教安，院內代表為沈在哲。这是自1997年大国家党成立以来，时隔23年保守阵营的再度统合。

#### 第21屆國會選舉
未来统合党在第21届韩国国会选举中仅获得84席，加上比例用卫星政党未来韩国党所获得的19席，总计仅103席，创保守派史上议席最少记录。党首黄教安、前首尔市长吳世勳、前自由韩国党党鞭罗卿瑗、时任党鞭沈在哲等保守派大佬纷纷败选。黄教安在选后亦宣布辞去代表一职。
在黃教安辭去黨代表一職後，成立由金鍾仁領導的非常對策委員會開始主持政黨運作。5月8日，朱豪英獲選為未來統合黨國會院內代表，因此他自動成為政黨的臨時黨代表。同月22日，未來統合黨召開黨內選舉，選出金鍾仁為新任臨時黨魁，任期至2021年4月的補選為止，同日，衛星政黨未來韓國黨亦宣布在29日併回此黨，令未來統合黨在新一屆國會開幕前擁有103席。
自2020年中期開始，執政黨共同民主黨的支持率開始下滑。同年8月，民調機構Realmeter公佈政黨支持率調查結果，顯示未來統合黨的支持率超越共同民主黨（統合黨：36.5%，民主黨：33.4%）， 為自2016年10月爆發朴槿惠政治醜聞後，保守派政黨的支持率首度超越自由派政黨。
9月2日，未來統合黨全國委員會會議決定將黨名更改為國民力量（英文名：People Power Party）。

### 国民力量时期（2020年9月至今）

#### 逐步上扬
國民力量在2021年韓國地方首長及議員補選中大勝，贏得首爾、釜山市長及多個地方首長和議員席位。在首爾市長補選中，出現了20歲年輕世代以顯著優勢支持保守派政黨國民力量的情形，尤其20多歲的男性中，72.5%支持國民力量候選人吳世勳。金鍾仁在選舉大勝後，請辭非常對策委員長一職。同年6月，年僅35歲、未曾於任何選舉中獲勝的「0選」人物李俊錫成功擊敗代表傳統保守派的羅卿瑗，當選為新任黨代表。

#### 重返执政
執政共同民主黨因為房地產政策失敗導致房價急升，令年輕人大舉轉而支持國民力量，並出現「政權審判」、「政權交替」的訴求。
2021年11月5日，尹錫悅在初選中勝出，成為國民力量的總統候選人。由於兩大黨的總統候選人及其妻子皆有醜聞纏身，因此是次大選有「歷代級非好感大選」的評價。2022年3月4日，尹錫悅與國民之黨總統候選人安哲秀達成單一化協議，安哲秀宣布退選支持尹錫悅，並在選後推進兩黨合併的提案。同年3月9日，尹錫悅在總統選舉中獲48.56%的選票，以僅0.8%之差勝出選舉。這是韓國總統自1988年民選以來，首度打破十年週期政權交替的往例，保守陣營僅在一屆後便重奪政權。
尹锡悦胜选不到三个月后，2022年地方選舉於6月1日舉行。國民力量前身自由韓國黨在上次地方選舉中慘敗，在全國17個廣域地方自治團體長中，僅贏得兩個團體長席位。是次選舉中，國民力量取得壓倒性勝利，獲12個廣域團體長席位，基礎團體長亦以145席大幅超越共同民主黨的63席。

#### 領導層親尹化
2022年7月，時任國民力量黨代表李俊錫因被指控接受性招待及賄賂，而被中央黨部倫理委員會停職及停止黨權半年作處分，國民力量因而進入代理體制。
同年8月，國民力量成立以朱豪英為首的非常對策委員會（非對委）體制，但隨即爆發爭奪黨權的風波。2022年8月26日，首爾南部法院裁定停止朱豪英的職務，因國民力量黨章規定非對委體制只能於黨發生緊急情況時才能使用，李俊錫被停職半年並不屬於緊急情況。2022年9月，國民力量成立第二次緊急對策委員會，由鄭鎮碩擔任委員長。李俊錫再度向法院提出假處分，但法院因國民力量已通過修改黨章，令之前對緊急情況的模糊解釋得以消除，而判定第二次非常對策委員會有效。
2023年3月，國民力量召開第三次全黨大會，選出前任蔚山廣域市長金起炫擔任黨代表，領導層最高委員全數為清一色親尹錫悅派。是次全黨大會改變過往黨代表由黨員投票及一般國民民調兩部分合計的做法，更換為100%黨員投票體制，因此引發政黨背離民心及黨心的批評。同時，總統室介入競選的爭議亦引發黨內爭議，包括直接發言批評羅卿瑗、安哲秀等黨代表候選人，令他們的支持度下降。
在新任領導層就任後，黨內指出執政黨實際成為龍山總統室的「汝矣島出差所」，非尹派系議員指出總統室經常以獨斷的行為架空執政黨領導層，而領導層則欠缺批判性地追隨總統室的意見。2023年10月，國民力量在首爾市江西區區廳長補選中，以17%的差距慘敗。是次補選由於是在下屆國會選舉前半年確認首都圈民心的指標，而引發全國關注，但最終以在野黨的壓倒性勝利告終。由於國民力量領導層曾多次表示無意公推候選人，但總統尹錫悅則特赦因洩漏公務機密而喪失職務的前任區長金泰佑，並以強烈意志令國民力量最終再度推薦金泰佑為補選候選人，因此再度引發總統干預黨權導致慘敗的爭議。

#### 維持朝小野大
2024年4月，第22屆國會選舉舉行，是次選舉被視為民眾對時任總統尹錫悅政府的信任投票。時任總統尹錫悅在任期間，出現持續物價上揚的情況，加上其本人及政府官員在選前經常發表爭議言論，令其支持度長期低迷。例如2023年夏天，時任國防部長李鐘燮被指控施壓，銷毀與海軍陸戰隊員在暴雨救災期間殉職的文件，但尹錫悅卻在2024年3月委任有案在身的李鐘燮轉任駐澳大使。同月，總統室秘書官黃相武透過引述1988年的《中央經濟新聞》社會部長被襲擊事件，暗示MBC記者若在寫報導時對政府持批判論調，將會有不利。此言論隨即被廣泛報導，新聞界認為言論具半威脅的成分，而且存在侵害新聞自由的疑慮。
國民力量在選舉中再度慘敗，於國會中繼續處於少數狀態，在議席方面僅獲108席，自由派的在野黨共同民主黨及祖國革新黨一共獲得過半的187席。韓聯社報導指出，國民力量慘敗原因有數點，包括縱使共同民主黨候選人出現爭議，但仍被希望「審判政府」的選民憤怒所掩蓋；尹錫悅發言顯示他並不了解實際民生狀態；國民力量在選舉中以審判共同民主黨代表李在明、前法務部長曹國等仍有訴訟在身的候選人為主要號召，但不僅未能以實際政見爭取中間選民支持，也流失原有支持者。
在選舉慘敗後，時任臨時黨魁韓東勳下台負責，由在朴槿惠時期曾任新世界黨黨魁的黃祐呂擔任新任臨時黨魁，負責處理下屆全黨大會事宜。2024年7月，韓東勳以過半支持率當選為新任國民力量黨魁。

#### 2024年緊急戒嚴
2024年12月3日晚上，時任總統尹錫悅突然宣布緊急戒嚴，及後引發嚴重政治危機。在宣布戒嚴後，黨魁韓東勳隨即表示總統宣布戒嚴決定錯誤，及後與十餘名國民力量議員進入議場投票通過解除戒嚴。事件結束後，在野六黨即提出總統彈劾案。國民力量在首次彈劾案中採取反對的決議，並透過集體缺席投票，令第一次彈劾只有195人參與投票（三名國民力量議員參與投票），彈劾案未及200人的法定人數而失敗。在首次彈劾案失敗後，國民力量議員集體缺席投票的行為遭受大量民眾批評，多處地方黨部被民眾擺放弔唁花牌抗議，亦有多名議員的辦事處被抗議及破壞。
在尹錫悅宣布戒嚴後，國民力量內部主流親尹錫悅的派系，與以少壯派議員為主的親韓東勳系的對立加重，並引發政黨內部的權力鬥爭。親韓系主張，時任親尹系的院內代表秋慶鎬在戒嚴當晚將議員召集到黨部而不是國會，為錯誤的判斷，因此主張秋慶鎬下台負責。秋慶鎬在同月11日辭任院內代表後，新任院內代表選舉由親尹系的權性東，與親韓系的金台鎬競爭。最終，權性東以72票比金台鎬34票勝出，當選新任院內代表。
同月14日，國會進行第二次彈劾案表決。國民力量在召開黨內會議後，繼續維持反對彈劾的決議，但允許黨籍議員參與投票。最終，該黨108名議員全數參與投票，但在部分國民力量議員投下贊成票後，議案以204票贊成、85票反對、3票棄權及8票無效通過，總統尹錫悅隨即停止職務。2024年12月16日，由於黨內於7月選舉選出的五名最高委員集體請辭，實際令韓東勳的領導體系解體。韓東勳隨即宣布辭去黨代表一職，並表示不後悔支持彈劾。
2024年12月24日，該黨指定五次當選國會議員的權寧世出任非常對策委員會委員長，領導該黨在非常對策委員會體制下運作。

## 黨務組織

### 歷任黨首
| 未來統合黨時期 |        |                        |                |                |
| 任次           | 姓名   | 職銜                   | 就任日期       | 离任日期       |
| 1              | 黃教安 | 代表                   | 2020年2月17日  | 2020年4月15日  |
| 臨時           | 沈在哲 | 代表權限代行           | 2020年4月16日  | 2020年5月8日   |
| 臨時           | 朱豪英 | 代表權限代行           | 2020年5月8日   | 2020年5月26日  |
| 臨時           | 金鍾仁 | 非常對策委員長         | 2020年5月27日  | 2020年9月1日   |
| 国民力量時期   |        |                        |                |                |
| 任次           | 姓名   | 職銜                   | 就任日期       | 离任日期       |
| 臨時           | 金鍾仁 | 非常對策委員長         | 2020年9月2日   | 2021年4月7日   |
| 臨時           | 朱豪英 | 代表權限代行           | 2021年4月8日   | 2021年4月30日  |
| 臨時           | 金起炫 | 代表權限代行           | 2021年4月30日  | 2021年6月11日  |
| 1              | 李俊錫 | 代表                   | 2021年6月11日  | 2022年8月9日   |
| 臨時           | 權性東 | 代表職務代行           | 2022年7月8日   | 2022年8月9日   |
| 臨時           | 朱豪英 | 非常對策委員長         | 2022年8月9日   | 2022年8月26日  |
| 臨時           | 權性東 | 非常對策委員長職務代行 | 2022年8月26日  | 2022年9月8日   |
| 臨時           | 鄭鎮碩 | 非常對策委員長         | 2022年9月8日   | 2023年3月8日   |
| 2              | 金起炫 | 代表                   | 2023年3月8日   | 2023年12月14日 |
| 臨時           | 尹在玉 | 代表权限代行           | 2023年12月14日 | 2023年12月29日 |
| 臨時           | 韓東勳 | 非常對策委員長         | 2023年12月29日 | 2024年4月11日  |
| 臨時           | 尹在玉 | 代表权限代行           | 2024年4月11日  | 2024年5月2日   |
| 臨時           | 黃祐呂 | 非常對策委員長         | 2024年5月2日   | 2024年7月23日  |
| 3              | 韓東勳 | 代表                   | 2024年7月23日  | 2024年12月16日 |
| 臨時           | 權性東 | 代表权限代行           | 2024年12月16日 | 2024年12月30日 |
| 臨時           | 權寧世 | 非常對策委員長         | 2024年12月30日 | 2025年5月10日  |
| 臨時           | 權性東 | 非常對策委員長权限代行 | 2025年5月11日  | 2025年5月15日  |
| 臨時           | 金龍泰 | 非常對策委員長         | 2025年5月15日  | 2025年6月30日  |
| 臨時           | 宋彥錫 | 非常對策委員長         | 2025年6月30日  |                |

### 歷任國會領袖
| 未來統合黨時期 |        |                      |                |               |
| 任次           | 姓名   | 職銜                 | 就任日期       | 离任日期      |
| 1              | 沈在哲 | 院內代表             | 2020年2月17日  | 2020年5月8日  |
| 2              | 朱豪英 | 院內代表             | 2020年5月8日   | 2020年9月1日  |
| 国民力量時期   |        |                      |                |               |
| 任次           | 姓名   | 職銜                 | 就任日期       | 离任日期      |
| 1              | 朱豪英 | 院內代表             | 2020年9月2日   | 2021年4月30日 |
| 2              | 金起炫 | 院內代表             | 2021年4月30日  | 2022年4月8日  |
| 3              | 權性東 | 院內代表             | 2022年4月8日   | 2022年9月19日 |
| 4              | 朱豪英 | 院內代表             | 2022年9月19日  | 2023年4月7日  |
| 5              | 尹在玉 | 院內代表             | 2023年4月7日   | 2024年5月9日  |
| 6              | 秋慶鎬 | 院內代表             | 2024年5月9日   | 2024年12月9日 |
| 7              | 權性東 | 院內代表             | 2024年12月12日 | 2025年6月5日  |
| 臨時           | 朴亨修 | 院内代表代表权限代行 | 2025年6月5日   | 2025年6月16日 |
| 8              | 宋彥錫 | 院內代表             | 2025年6月16日  |               |

### 黨中央

#### 創黨準備委員會
2020年2月6日－2020年2月17日
- 創黨準備委員長：朴亨埈、沈在哲（朝鲜语：심재철 (1958년)）、鄭柄國（朝鲜语：정병국）、李彦周（朝鲜语：이언주）
- 創黨準備委員：（15人）

#### 第1屆最高委員會
2020年2月17日－2020年5月26日
- 黨代表：黃教安→沈在哲（朝鲜语：심재철 (1958年)）→朱豪英→金鍾仁
- 院內代表：沈在哲（朝鲜语：심재철 (1958年)）→朱豪英
- 政策委員長：金在原（朝鲜语：김재원 (정치인)）→李鍾培（朝鲜语：이종배）
- 事務總長：朴完洙
- 最高委員：趙慶泰、鄭美京（朝鲜语：정미경 (정치인)）、金順禮（朝鲜语：김순례）（辭職）、金光琳（朝鲜语：김광림 (1948年)）、申普羅（朝鲜语：신보라 (정치인)）、元喜龍、李俊錫、金榮煥、金元成（朝鲜语：김원성）（辭職）

#### 非常對策委員會
2020年5月27日－2021年6月11日
- 非常對策委員長→黨代表：金鍾仁→朱豪英（權限代行）→金起炫（權限代行）
- 非常對策委員：金美愛、金炳玟（朝鲜语：김병민）、金宰燮（朝鲜语：김재섭）、金炫我（朝鲜语：김현아 (정치인)）、成一鐘（朝鲜语：성일종）、鄭元碩（朝鲜语：정원석）
- 院內代表：朱豪英→金起炫
  - 院內首席副代表：金成願
    - 院內副代表團：權明浩、金承洙、金恩慧、裴俊英、嚴泰永、劉相凡、李鏞（朝鲜语：이용 (루지 선수)）、李周桓、全珠惠（朝鲜语：전주혜）、鄭熙溶、崔承宰（朝鲜语：최승재 (정치인)）
- 政策委員會委員長：李鍾培（朝鲜语：이종배）
  - 政策委員會第一副委員長：尹在玉
- 事務總長：金善東（朝鲜语：김선동 (1963년)）→鄭亮碩（朝鲜语：정양석）
- 中央職能委員會委員長：金聖泰（朝鲜语：김성태 (1958년)）
- 黨務審核委員長：李良熙（朝鲜语：이양희 (1945년)）
- 人權委員會委員長：劉相凡
- 法律諮詢委員會委員長：鄭点植（朝鲜语：정점식）
- 人才招聘委員長：權寧世
- 汝矣島研究院長：池尙昱（朝鲜语：지상욱）
- 戰略規劃部總長：李喆圭（朝鲜语：이철규 (1957년)）
- 組織部總長：咸炅佑
- 公關部長：金秀玟（朝鲜语：김수민 (1986년)）
- 發言人：金恩慧（首席發言人）、裴俊英
- 院內發言人：崔炯斗、裴賢鎮
- 非常對策委員長秘書室長：宋彦錫

#### 第2屆最高委員會
2021年6月11日至今
- 黨代表：李俊錫
- 最高委員：趙修眞（朝鲜语：조수진 (정치인)）（首席）、裴賢鎮、金在原（朝鲜语：김재원 (정치인)）、鄭美京（朝鲜语：정미경 (정치인)）、金龍泰（青年委員）
- 院內代表：金起炫
  - 院內首席副代表：秋慶鎬
    - 院內副代表團：姜大植、姜旻局、具滋根、金睿智（朝鲜语：김예지 (1980년)）、朴聖敏、嚴泰永、劉相凡、全珠惠（朝鲜语：전주혜）、鄭東萬、曺明姬（朝鲜语：조명희 (1955년)）、崔春植、太永浩、許垠娥（朝鲜语：허은아）
- 政策委員會委員長：暫缺
  - 政策委員會第一副委員長：暫缺
- 事務總長：鄭亮碩（朝鲜语：정양석）
- 中央職能委員會委員長：金聖泰（朝鲜语：김성태 (1958년)）
- 黨務審核委員長：李良熙
- 人權委員會委員長：劉相凡
- 法律諮詢委員會委員長：鄭点植（朝鲜语：정점식）
- 人才招聘委員長：權寧世
- 汝矣島研究院長：池尙昱（朝鲜语：지상욱）
- 戰略規劃部總長：李喆圭（朝鲜语：이철규 (1957년)）
- 組織部總長：咸炅佑
- 公關部長：金秀玟（朝鲜语：김수민 (1986년)）
- 發言人：皇甫承希（首席發言人）
- 院內發言人：姜旻局、全珠惠（朝鲜语：전주혜）
- 黨代表秘書室長：徐範洙

## 主要選舉記錄

### 總統大選
| 年度   | 選舉   | 候選人 | 得票       | 得票率 |  | 結果 |
| ------ | ------ | ------ | ---------- | ------ |  | ---- |
| 2022年 | 第20屆 | 尹錫悅 | 16,394,815 | 48.56% |  | 當選 |
| 2025年 | 第21屆 | 金文洙 | 14,395,639 | 41.15% |  | 落选 |

### 國會選舉
| 年度   | 選舉   | 贏得席位  | 區域得票數 | 區域得票率 | 區域席位 | 比例得票數           | 比例得票率 | 比例席位 | 選舉結果        | 領袖   |
| ------ | ------ | --------- | ---------- | ---------- | -------- | -------------------- | ---------- | -------- | --------------- | ------ |
| 2020年 | 第21屆 | 103 / 300 | 11,915,247 | 41.46%     | 84 / 253 | 9,441,520            | 33.84%     | 19 / 47  | ▼ 9席；第二大黨 | 黃教安 |
| 2020年 | 第21屆 | 103 / 300 | 11,915,247 | 41.46%     | 84 / 253 | 以未來韓國黨名義參選 |            |          | ▼ 9席；第二大黨 | 黃教安 |
| 2024年 | 第22屆 | 108 / 300 | 13,179,769 | 45.73%     | 90 / 254 | 10,395,264           | 36.67%     | 18 / 46  | ▲ 5席；第二大黨 | 韓東勳 |
| 2024年 | 第22屆 | 108 / 300 | 13,179,769 | 45.73%     | 90 / 254 | 以國民未來名義參選   |            |          | ▲ 5席；第二大黨 | 韓東勳 |

### 地方選舉
| 年度   | 選舉  | 廣域團體長 | 廣域自治議員 | 基礎團體長 | 基礎自治議員  | 領袖   |
| ------ | ----- | ---------- | ------------ | ---------- | ------------- | ------ |
| 2022年 | 第8屆 | 12 / 17    | 540 / 872    | 145 / 226  | 1,435 / 2,988 | 李俊錫 |

### 補選
| 選舉       | 國會議員 | 廣域自治團體長 | 基礎自治團體長 | 廣域自治團體議員 | 基礎自治團體議員 | 領袖   |
| ---------- | -------- | -------------- | -------------- | ---------------- | ---------------- | ------ |
| 2021年     | 不適用   | 2 / 2          | 2 / 2          | 5 / 8            | 6 / 9            | 金鍾仁 |
| 2022年3月  | 4 / 5    | 不適用         | 不適用         | 不適用           | 不適用           | 李俊錫 |
| 2022年6月  | 5 / 7    | 不適用         | 不適用         | 不適用           | 不適用           | 李俊錫 |
| 2023年4月  | 0 / 1    | 不適用         | 0 / 1          | 2 / 2            | 2 / 4            | 金起炫 |
| 2023年10月 | 不適用   | 不適用         | 0 / 1          | 不適用           | 不適用           | 金起炫 |
| 2024年4月  | 不適用   | 不適用         | 1 / 2          | 3 / 17           | 7 / 26           | 韓東勳 |
| 2024年10月 | 不適用   | 不適用         | 2 / 4          | 不適用           | 不適用           | 韓東勳 |
| 2025年4月  | 不適用   | 不適用         | 1 / 5          | 4 / 8            | 2 / 9            |        |

## 標誌

未來統合黨時期標誌
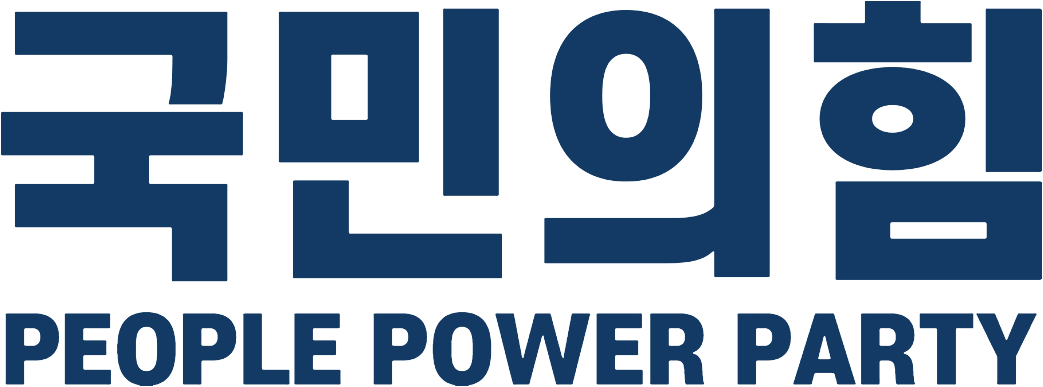
國民力量時期臨時標誌
國民力量時期標誌

## 外部連結
- 國民力量黨（页面存档备份，存于）